# Municipio de Hayes (condado de Dickinson)
El municipio de Hayes (en inglés: Hayes Township) es un municipio ubicado en el condado de Dickinson en el estado estadounidense de Kansas. En el año 2010 tenía una población de 240 habitantes y una densidad poblacional de 3,09 personas por km².

## Geografía
El municipio de Hayes se encuentra ubicado en las coordenadas 38°59′43″N 97°6′8″O / 38.99528, -97.10222. Según la Oficina del Censo de los Estados Unidos, el municipio tiene una superficie total de 77.73 km², de la cual 77,66 km² corresponden a tierra firme y (0,09 %) 0,07 km² es agua.

## Demografía
Según el censo de 2010, había 240 personas residiendo en el municipio de Hayes. La densidad de población era de 3,09 hab./km². De los 240 habitantes, el municipio de Hayes estaba compuesto por el 89,58 % blancos, el 0,42 % eran afroamericanos, el 1,25 % eran amerindios, el 2,92 % eran asiáticos, el 0,42 % eran de otras razas y el 5,42 % eran de una mezcla de razas. Del total de la población el 3,75 % eran hispanos o latinos de cualquier raza.